# ロシアンエンペラー
ロシアンエンペラー（Russian Emperor）は、アイルランド生産の香港調教馬である。主な勝ち鞍は2022年香港ゴールドカップ、2022年・2023年香港チャンピオンズ&チャターカップ、2023年エミールトロフィー。

## 戦績

### 2歳（2019年）
7月20日にカラ競馬場の未勝利戦でデビューして3着。2歳はこの1戦のみだった。

### 3歳（2020年）
3月30日のネース競馬場の未勝利戦で初勝利を挙げる。
6月9日のアイリッシュダービートライアルステークスでは2着と好走。続く17日のハンプトンコートステークスでは勝利を挙げてグループ競走初勝利を挙げた。その後はダービーステークスに4番人気で出走するも7着に敗れた。

### 4歳（2020/2021シーズン）
香港に移籍して、1月10日沙田競馬場のハンデ戦に出走して10着。24日の香港4歳三冠の初戦である香港クラシックマイルでは9着に敗れた。
続いて2月21日香港三冠第2戦である香港クラシックカップに出走、12番人気ながらもクビ差の2着に好走した。3月21日の香港ダービーでは1番人気に支持されるもスカイダーシーのアタマ差の2着に敗れた。
その後は5月2日のクイーンマザーメモリアルカップに出走するも7着。23日のチャンピオンズ&チャターカップでは4番人気に推され6着に敗れている。

### 4歳・5歳（2021/2022シーズン）
9月26日セレブレイションンカップで始動して7着。10月17日シャティントロフィーを6着。11月21日のジョッキークラブカップでは4番人気で5着とした。
12月12日の香港カップではJRAオッズで11番人気で出走。レイパパレと共に中団で追走して、直線では外から加速して早々と先頭に立つも、ラヴズオンリーユーとヒシイグアスに交わされ3着に敗れた。
年が明けて1月23日香港スチュワーズカップに4番人気で出走して3着とした。
2月20日香港ゴールドカップにゴールデンシックスティに次ぐ2番人気で出走。直戦で抜け出すとゴールデンシックスティに影を踏めず2着サヴィーナインに5馬身半差で圧勝、G1初制覇を果たした。
その後は4月3日チェアマンズトロフィーに出走してゴールデンシックスティから2馬身差の2着。24日のクイーンエリザベス2世カップではロマンチックウォリアーに次ぐ2番人気に支持されるも5着に敗れた。
5月22日チャンピオンズ＆チャターカップでは1番人気で出走。最後方から競馬を進め、コーナーで大外に持ち出してから進出を開始。直線に入ってからの伸びは出色で、好位から抜け出していたカーインンスターに1馬身3/4差つけて優勝、二度目のG1制覇を挙げた。

### 5歳・6歳（2022/2023シーズン）
10月16日のシャティントロフィーで始動して12着。11月20日のジョッキークラブカップでは9着。12月11日香港カップでは5着に敗れた。
年明けの1月29日香港スチュワーズカップでは6番人気6着となった。
その後はカタールに遠征して2月18日のエミールトロフィーに出走。後方3番でで待機し、直線で外に持ち出すと先行勢を抜き去り、追い込んできたウォーレンポイントを半馬身差で退けて勝利した。
その後はドバイのジェベルハッタに4番人気で出走し、後方からしぶとく追い込んだが5着。続くドバイシーマクラシックでも8着に敗れた。
帰国後、クイーンマザーメモリアルカップでは6着に終わるも、チャンピオンズ&チャターカップでは中団追走から4コーナーでしぶとく脚を伸ばすと最後は逃げ粘るロマンチックウォリアーをゴール前で差し切り、G1競走4勝目を挙げた。

### 6歳・7歳（2023/2024シーズン）
10月15日のシャティントロフィーで始動したが10着と大敗すると、続く11月19日のジョッキークラブカップでは8着と惜敗する。年が明けて1月の香港スチュワーズカップでは7着となったのち、カタールに遠征して2月17日のエミールトロフィーに出走するも5着に敗れて連覇はならなかった。帰国後、4月7日のチェアマンズトロフィーは11着、5月5日のクイーンマザーメモリアルカップでは7着と不本意な成績が続いた。5月26日のチャンピオンズ&チャターカップでレベルスロマンスの7着に敗れたのを最後に現役を引退した。

## 血統表
| ロシアンエンペラーの血統    | ロシアンエンペラーの血統       | ロシアンエンペラーの血統     | （血統表の出典）             | （血統表の出典）    |
| 父系                        | サドラーズウェルズ系           | サドラーズウェルズ系         | サドラーズウェルズ系         |                     |
| 父 Galileo 1998 鹿毛        | 父の父Sadler's Wells 1981 鹿毛 | Northern Dancer              | Nearctic                     | Nearctic            |
| 父 Galileo 1998 鹿毛        | 父の父Sadler's Wells 1981 鹿毛 | Northern Dancer              | Natalma                      |                     |
| 父 Galileo 1998 鹿毛        | 父の父Sadler's Wells 1981 鹿毛 | Fairy Bridge                 | Bold Reason                  | Bold Reason         |
| 父 Galileo 1998 鹿毛        | 父の父Sadler's Wells 1981 鹿毛 | Fairy Bridge                 | Special                      |                     |
| 父 Galileo 1998 鹿毛        | 父の母Urban Sea 1989 栗毛      | Miswaki                      | Mr. Prospector               | Mr. Prospector      |
| 父 Galileo 1998 鹿毛        | 父の母Urban Sea 1989 栗毛      | Miswaki                      | Hopespringseternal           |                     |
| 父 Galileo 1998 鹿毛        | 父の母Urban Sea 1989 栗毛      | Allegretta                   | Lombard                      | Lombard             |
| 父 Galileo 1998 鹿毛        | 父の母Urban Sea 1989 栗毛      | Allegretta                   | Anatevka                     |                     |
| 母 Atlantic Jewel 2008 鹿毛 | 母の父Fastnet Rock 2001 鹿毛   | *デインヒル                  | Danzig                       | Danzig              |
| 母 Atlantic Jewel 2008 鹿毛 | 母の父Fastnet Rock 2001 鹿毛   | *デインヒル                  | Razyana                      |                     |
| 母 Atlantic Jewel 2008 鹿毛 | 母の父Fastnet Rock 2001 鹿毛   | Piccadilly Circus            | *ロイヤルアカデミー          | *ロイヤルアカデミー |
| 母 Atlantic Jewel 2008 鹿毛 | 母の父Fastnet Rock 2001 鹿毛   | Piccadilly Circus            | Gantana                      |                     |
| 母 Atlantic Jewel 2008 鹿毛 | 母の母Regard 2002 鹿毛         | Zabeel                       | Sir Tristram                 | Sir Tristram        |
| 母 Atlantic Jewel 2008 鹿毛 | 母の母Regard 2002 鹿毛         | Zabeel                       | Lady Giselle                 |                     |
| 母 Atlantic Jewel 2008 鹿毛 | 母の母Regard 2002 鹿毛         | Nanshan                      | Nashwan                      | Nashwan             |
| 母 Atlantic Jewel 2008 鹿毛 | 母の母Regard 2002 鹿毛         | Nanshan                      | Pass the Peace               |                     |
| 母系(F-No.)                 | Remembrancer Mare系(FN:F8-f)   | Remembrancer Mare系(FN:F8-f) | Remembrancer Mare系(FN:F8-f) | [ § 2 ]             |
| 出典                        | 1. 2.                          | 1. 2.                        | 1. 2.                        | 1. 2.               |